# Ułus momski
Ułus momski (ros. Момский улус, jakuc. Муома улууһа) – jeden z ułusów (rejonów) rosyjskiej autonomicznej republiki Jakucji. Utworzony został 20 maja 1930, po wydzieleniu z okręgu wierchojańskiego. Rejon podzielony jest na sześć okręgów. Centrum administracyjnym jest wieś Chonuu.

## Geografia
Położony jest za północnym kołem podbiegunowym, w północno-wschodniej części Jakucji. Na terytorium ułusu znajduje się najwyższy szczyt Gór Czerskiego – Pobieda o wysokości 3003 m n.p.m.

## Ludność
W 2008 ułus momski zamieszkiwało ok. 4500 mieszkańców (2008). Według spisu z 1989, 67% ludności stanowili Jakuci, 15,1% Rosjanie, 11,8% Eweni; rejon zamieszkują również Ewenkowie oraz Jukagirzy.